# مغالطة التراجع
إن مغالطة التراجع هي مغالطة غير رسمية، يفترض فيها المرء عودة شيء ما من الحالة غير الطبيعية إلى الحالة الطبيعية جراء وقوع أفعال صححت الشيء غير الطبيعي، وأعادته إلى حالته الأصلية. تفشل هذه المغالطة في أخذ التقلبات الطبيعية في الحسبان، وهي نوع من مغالطة التزامن “حدث بعده، إذاً هو سببه”.

## التفسير
إن أموراً كدرجة حرارة كوكب الأرض، أو آلام الظهر المزمنة أو حتى نتائج لعبة الغولف، جميعها أمور تتقلب طبيعياً، وتتراجع إلى الاعتدال. والخلل المنطقي هنا هو أن يتوقع المرء استمرار ظهور النتائج الاستثنائية كما لو أنها الحالة الطبيعية أو المعتدلة.
في أغلب الأحيان، يقوم المرء بتصرف أو فعلٍ ما عندما يكون التغير في ذروته، وعندما ترجع الحالة إلى الاعتدال، يعتقد المرء أن أفعاله هي سبب التغير الذي حصل، بينما لا توجد صلة بين هذه الأفعال وتغير حالة الشيء.
ابتكر السير فرانسيس غالتون مصطلح “التراجع” في دراسة أجراها عام 1885 بعنوان “التراجع نحو الاعتدال في طول القامة الموروث” حيث أوضح غالتون أن طول الأطفال يميل عادة إلى المتوسط إذا كان الوالدان قصيرين أو طويلين جداً. وفي الحالات التي يكون فيها المتغيران غير مترابطان تماماً، فإن وجود نقطة استثنائية في واحد من المتغيرين لا يعني بالضرورة وجود نقطة استثنائية أخرى مماثلة لها في المتغير الآخر. وهذا الترابط غير المثالي بين الآباء والأطفال (الطول ليس موروثاً بشكل كامل) يعني أن توزع الأطوال بين الأبناء سيتمركز بين متوسط طول الآباء ومتوسط طول السكان ككل. لذا قد تكون صفات الأبناء الموروثة أشد (أكثر تطرفاً، أو استثنائية) من صفات آبائهم، لكن الاحتمالات لا ترجح ذلك.

## أمثلة
لفترض أن شخصاً ما يعاني من ألم معين فاضطر للذهاب إلى الطبيب، فانخفضت شدة الألم قليلاً بعد زيارة الطبيب. لذا سيفترض الشخص أن حالته تحسنت على يد الطبيب.
إنها إحدى أشكال مغالطة التراجع، فانخفاض حدة الألم قليلاً بعد أن كان شديداً يعني أنه بدأ بالتراجع نحو الحالة الوسطى.
لفترض أيضاً أن المعدل الدراسي لأحد التلاميذ سيء جداً، فإذا تعرض هذا التلميذ إلى عقاب ما، ثم تحسنت دراسته بشكل جيد، سنفترض عن طريق الخطأ أن للعقاب دور كبير في تحسين معدل التلميذ.
في أغلب الأحيان، يتبع الأداء الاستثنائي (سواء كان جيداً أم سيئاً) أداءً عادياً، لذا يُفسر هذا التغير في الأداء على أساس التراجع نحو المتوسط. وعلى سبيل المصادفة، أظهرت بعض التجارب أن البشر يطورون تحيزاً ممنهجاً للعقاب وعدم الحصول على المكافأة بسبب الاستدلال المتماثل مع هذا النوع من المغالطات التراجعية.
لو افترضنا انخفاض معدل حوادث الطرقات بعد تركيب كاميرات مراقبة السرعة، سنستنتج أن كاميرات المراقبة حسّنت من أمان الطرقات. لكن في أغلب الأوقات، تقوم الحكومات بتركيب هذه الكاميرات بعد وقوع عددٍ مرتفع واستثنائي من حوادث الطرقات، وستنخفض نسبة الحوادث (أي ترجع إلى المتوسط) فورياً بعد وجود الكاميرات. ومما لا شك فيه أن الناس، ومنهم مناصرو وجود الكاميرات، سيرجعون انخفاض معدل الحوادث إلى تركيب الكاميرات بدون أن يلاحظوا الاتجاه الكلي.

## إساءة التطبيق
يؤدي تجاهل التفسيرات الصحيحة إلى حالات أشد سوءاً، فلنأخذ المثال التالي:
ضعفت سيطرة ألمانيا النازية على أوروبا بعد اجتياح قوات الحلفاء والإنزال في نورماندي وفتح جبهة جديدة مع الجيش النازي. ومن الواضح أن مزيج القوات السوفيتية من الشرق وقوات الحلفاء من الغرب هو ما دفع بالألمان إلى الانسحاب والتقهقر.
التقييم المغالطي: “وقع الهجوم المضاد على ألمانيا بعد اجتياح النازيين مناطق شاسعة من القارة الأوروبية، فالرجوع إلى المتوسط هنا يعني انسحاب القوات الألمانية من المناطق المحتلة على هيئة تحول عشوائي تماماً لا علاقة له بتدخل الاتحاد السوفيتي أو قوات الحلفاء”. لكن الوضع مخالف لذلك تماماً. فتدخل قوات الحلفاء والضغط السياسي هي أحداث لا تقع بشكل عشوائي، مما يجعل مبدأ التراجع إلى المتوسط غير قابل للتطبيق في هذا المثال.
والخلاصة أن التطبيق الخاطئ لمبدأ التراجع إلى المتوسط سيفسّر جميع الأحداث على أساس الصدفة بدون التطرق إلى الأسباب أو المؤثرات. ويُبنى هذا التطبيق الخاطئ على اعتبار جميع الأحداث عشوائية، وتلك ضرورة لا يصح مبدأ التراجع إلى المتوسط بدونها.